# Nonthaphut Panaimthon
Nonthaphut Panaimthon (thailändisch นนทภัสส์ ปานเอมธน, * 25. September 1999 in Bangkok), auch als Mew bekannt, ist ein thailändischer Fußballspieler.

## Karriere
Nonthaphut Panaimthon steht seit mindestens 2019 beim Phrae United FC unter Vertrag. Der Verein aus Phrae spielte in der dritten Liga, der Thai League 3, in der Upper Region. Ende 2019 wurde er mit Phrae Vizemeister der Liga und stieg somit in die zweite Liga auf. 2019 absolvierte er siebzehn Drittligaspiele. Sein Zweitligadebüt gab er am 14. Februar 2020 im Auswärtsspiel gegen den Chainat Hornbill FC. Hier wurde er in der 64. Minute für Pichitphong Choeichiu eingewechselt. Für Phrae bestritt er 25 Zweitligaspiele. Zu Beginn der Saison 2022/23 verpflichtete ihn der Erstligaabsteiger Samut Prakan City FC. Für den Zweitligisten aus Samut Prakan bestritt er zehn Zweitligaspiele. Nach der Hinrunde 2022/23 unterschrieb er in Loei einen Vertrag beim Drittligisten Muang Loei United FC. Mit dem Verein aus Loei spielte er neunmal in der North/Eastern Region der Liga. Zu Beginn der Saison 2023/24 wechselte er zu dem in der Northern Region spielenden Drittligisten Phitsanulok FC. Mit dem Verein aus Phitsanulok bestritt er 15 Drittligaspiele. Nach einer Spielzeit wechselte er im Juli 2024 zu seinen ehemaligen Verein Samut Prakan City FC. Nach 13 Ligaspielen wechselte er im Januar 2025 nach Bangkok zum Zweitligisten Kasetsart FC.

## Erfolge
Phrae United
- Thai League 3 – Upper: 2019 (Vizemeister)  ▲